# Federico Bruno
Federico Bruno (nacido el 18 de junio de 1993) es un corredor de media y larga distancia argentino. Él mide 1,85 m (6′ 1″) y pesa 66 kilogramos (145,5 lb).  Fue ganador de los 1.500 metros en los Juegos Suramericanos de 2014 y es tres veces medallista en la distancia en los Campeonatos Sudamericanos de Atletismo.
Bruno actualmente está cumpliendo una suspensión de seis años que finalizará en 2029 en relación con una violación de las normas antidopaje después de dar positivo por EPO en 2022.
Bruno nació en Concordia, Entre Ríos, y debutó internacionalmente en el Campeonato Sudamericano Juvenil de Atletismo de 2008, donde obtuvo el cuarto lugar en los 1500 metros.  Luego participó en el Campeonato Mundial Juvenil de Atletismo de 2009, pero no logró pasar de la primera ronda.  Participó en los 3000 metros para Argentina en los Juegos Olímpicos de la Juventud de Verano de 2010 y quedó quinto en la final "B".  Ese mismo año corrió una serie de mejores marcas personales: 3:47.35 minutos en los 1500 metros. m (récord nacional juvenil), 8:23,51 minutos para los 3000 m y 14:38.70 minutos para los 5000 metros. 
No logró terminar la carrera juvenil en el Campeonato Sudamericano de Cross Country de 2011 en febrero.  A pesar de ello, ganó una medalla de bronce en los 1500 metros. m en el Campeonato Sudamericano de Atletismo de 2011 celebrado en Buenos Aires, corriendo un tiempo cercano a su mejor marca personal de 3:47.81 minutos.  No logró esta misma forma en el Campeonato Panamericano Juvenil de Atletismo de 2011 y quedó en cuarto lugar, perdiendo una medalla por una fracción de segundo.  Bruno encabezó el podio en el Campeonato Sudamericano Juvenil de Atletismo de 2011 y también logró el octavo lugar en los 800 metros.  Su larga temporada llegó a su fin en octubre cuando llegó al puesto 13 en los 1500 metros. m en los Juegos Panamericanos. 
En mayo de 2012 corrió la milla en cuatro minutos para llevarse el bronce en el Campeonato Sudamericano de la Milla en Ruta, y luego estableció un récord sudamericano juvenil en los 1500 metros. m con un tiempo de 3:40.86 minutos (rompiendo la antigua marca del múltiple poseedor de récords sudamericanos Hudson de Souza ).  Llegó a la final en el Campeonato Mundial Juvenil de Atletismo de 2012, pero terminó en último lugar, sin poder igualar su tiempo de la ronda de clasificación.  Se consagró como uno de los mejores corredores jóvenes de la región en el Campeonato Sudamericano Sub-23 de Atletismo de 2012, ganando los 1500 metros. m y conseguir una medalla de plata en los 5000 m detrás de Víctor Aravena. 
En la temporada 2013, Bruno mejoró sus mejores marcas a 1:49.98 en los 800 metros. m, 3:40.67 para los 1500 m y 7:56.98 para el 3000 m. Progresó en las categorías superiores con una medalla de plata en los 1500 m en el Campeonato Sudamericano de Atletismo de 2013.  A principios de 2014, un mejor tiempo personal y un récord de juegos de 3:39.96 minutos le valieron los 1500 metros. m medalla de oro en los Juegos Sudamericanos, en los que también quedó cuarto en los 5000 metros metro. 
En septiembre de 2024, Bruno recibió una prohibición de seis años retroactiva a julio de 2023 en relación con una violación de las normas antidopaje por dar positivo en una prueba de EPO durante 2022. Todos sus resultados fueron descalificados a partir del 12 de octubre de 2022, incluidas sus dos medallas de oro en los Juegos Sudamericanos de 2022 en las pruebas de 1500 m y 5000 m.
- 800 metros – 1:49.98 (2013)
- 1500 metros – 3:36.18 (2021)
- 3000 metros – 7:54.34 (2015)
- 5000 metros – 13:11.57 (2023)
- 10000 metros – 29:44.87 (2014)
- 10K – 29:23 (2016)
- Media Maratón – 1:02:10 (2022)
- Maratón - 2:15:40 (2016)

## Logros
| Representing Argentina | Representing Argentina                            | Representing Argentina     | Representing Argentina | Representing Argentina | Representing Argentina |
| ---------------------- | ------------------------------------------------- | -------------------------- | ---------------------- | ---------------------- | ---------------------- |
| 2008                   | South American Youth Championships                | Lima, Perú                 | 4th                    | 1500 m                 | 4:02.93                |
| 2009                   | World Youth Championships                         | Bressanone, Italy          | 13th (h)               | 1500 m                 | 4:06.95                |
| 2010                   | Summer Youth Olympics                             | Singapur, Singapur         | 16th                   | 3000 m                 | 8:58.63                |
| 2011                   | South American Cross Country Championships        | Asunción, Paraguay         | —                      | 8 km                   | DNF                    |
| 2011                   | South American Championships                      | Buenos Aires, Argentina    | 3rd                    | 1500 m                 | 3:47.81                |
| 2011                   | Pan American Junior Championships                 | Miramar, United States     | 4th                    | 1500 m                 | 3:53.94                |
| 2011                   | Pan American Junior Championships                 | Miramar, United States     | 8th                    | 800 m                  | 1:54.55                |
| 2011                   | South American Junior Championships               | Medellín, Colombia         | 1st                    | 1500 m                 | 3:53.04                |
| 2011                   | Pan American Games                                | Guadalajara, México        | 13th                   | 1500 m                 | 4:01.09 A              |
| 2012                   | South American Road Mile Championships            | Belém, Brasil              | 3rd                    | One Mile               | 4:00                   |
| 2012                   | World Junior Championships                        | Barcelona, Spain           | 12th                   | 1500 m                 | 3:55.38                |
| 2012                   | South American Under-23 Championships             | São Paulo, Brasil          | 1st                    | 1500 m                 | 3:47.13                |
| 2012                   | South American Under-23 Championships             | São Paulo, Brasil          | 2nd                    | 5000 m                 | 14:24.21               |
| 2013                   | South American Championships                      | Cartagena, Colombia        | 2nd                    | 1500 m                 | 3:45.94                |
| 2014                   | Maratón Internacional de Reyes Concordia          | Concordia, Argentina       | 1st                    | 10,000 m               | 30:26.00               |
| 2014                   | South American Games                              | Santiago, Chile            | 1st                    | 1500 m                 | 3:39.96                |
| 2014                   | South American Games                              | Santiago, Chile            | 4th                    | 5000 m                 | 14:11.55               |
| 2015                   | South American Championships                      | Lima, Perú                 | 2nd                    | 1500 m                 | 3:42.21                |
| 2015                   | South American Championships                      | Lima, Perú                 | 2nd                    | 5000 m                 | 14:06.25               |
| 2015                   | Pan American Games                                | Toronto, Canadá            | 6th                    | 1500 m                 | 3:42.88                |
| 2015                   | Pan American Games                                | Toronto, Canadá            | –                      | 5000 m                 | DNF                    |
| 2016                   | Olympic Games                                     | Río de Janeiro, Brasil     | 136th                  | Marathon               | 2:40:05                |
| 2017                   | South American Championships                      | Asunción, Paraguay         | 1st                    | 1500 m                 | 3:45.28                |
| 2017                   | World Championships                               | London, United Kingdom     | 19th (h)               | 1500 m                 | 3:43.16                |
| 2018                   | World Indoor Championships                        | Birmingham, United Kingdom | 13th (h)               | 3000 m                 | 7:58.98                |
| 2018                   | South American Games                              | Cochabamba, Bolivia        | 3rd                    | 1500 m                 | 3:54.34                |
| 2019                   | Pan American Games                                | Lima, Perú                 | 5th                    | 1500 m                 | 3:43.17                |
| 2019                   | Pan American Games                                | Lima, Perú                 | 4th                    | 5000 m                 | 13:55.75               |
| 2020                   | South American Indoor Championships               | Cochabamba, Bolivia        | 1st                    | 1500 m                 | 3:56.88                |
| 2020                   | South American Indoor Championships               | Cochabamba, Bolivia        | –                      | 3000 m                 | DNF                    |
| 2021                   | South American Championships                      | Guayaquil, Ecuador         | 2nd                    | 1500 m                 | 3:38.25                |
| 2022                   | Campeonato Mundial de Atletismo en Pista Cubierta | Belgrado, Serbia           | 11th (h)               | 1500 m                 | 3:39.34                |
| 2022                   | Juegos Suramericanos de 2022                      | Asunción, Paraguay         | DQ 1st                 | 1500 m                 | 3:40.90                |
| 2022                   | Juegos Suramericanos de 2022                      | Asunción, Paraguay         | DQ 1st                 | 5000 m                 | 13:54.79               |